# A Night on the Town (album Roda Stewarta)
A Night on the Town – siódmy studyjny album angielskiego piosenkarza rockowego Roda Stewarta. Wydany w 1976 roku przez Warner Bros.

## Lista utworów
| 1. | „Tonight's the Night (Gonna Be Alright)” (Rod Stewart) | 3:54  |
|    |                                                        |       |
| 2. | „The First Cut Is the Deepest” (Cat Stevens)           | 4:31  |
|    |                                                        |       |
| 3. | „Fool for You” (Rod Stewart)                           | 3:39  |
|    |                                                        |       |
| 4. | „The Killing of Georgie (Part I and II)” (Rod Stewart) | 6:28  |
|    |                                                        |       |
| 5. | „The Balltrap” (Rod Stewart)                           | 4:37  |
|    |                                                        |       |
| 6. | „Pretty Flaming” (Mark Barkan)                         | 3:27  |
|    |                                                        |       |
| 7. | „Big Bayou” (Floyd Gilbeau)                            | 3:54  |
|    |                                                        |       |
| 8. | „The Wild Side of Life” (Arlie Carter, Wayne Walker)   | 5:09  |
|    |                                                        |       |
| 9. | „Trade Winds” (Ralph MacDonald, William Salter)        | 5:16  |
|    |                                                        |       |
|    |                                                        | 40:55 |
|    |                                                        |       |